# Адриану Маре (Муреш)
Адриану Маре (рум. Adrianu Mare) насеље је у Румунији у округу Муреш у општини Галешти. Oпштина се налази на надморској висини од 377 m.

## Становништво
Према подацима из 2002. године у насељу је живело 170 становника.

### Попис2002.
| Расподела становништва по националности 2002.‍ | Расподела становништва по националности 2002.‍ | Расподела становништва по националности 2002.‍ | Расподела становништва по националности 2002.‍ | Расподела становништва по националности 2002.‍ |
| --------------------------------------------- | --------------------------------------------- | --------------------------------------------- | --------------------------------------------- | --------------------------------------------- |
|                                               |                                               |                                               |                                               |                                               |
| Румуни                                        | Румуни                                        |                                               | 9                                             | 5,3%                                          |
| Мађари                                        | Мађари                                        |                                               | 160                                           | 94,7%                                         |